# Afrikanische Friedens- und Sicherheitsarchitektur
Die Afrikanische Friedens- und Sicherheitsarchitektur (African Peace and Security Architecture; APSA) umfasst die zentralen Instrumente für Konfliktprävention, Konfliktbearbeitung und Friedensförderung der Afrikanischen Union und der Regionalen Wirtschaftsgemeinschaften (RECs) und Regionalen Mechanismen (RMs).

## Hintergrund
Die APSA entstand im politischen Umfeld der späten 1990er Jahre. Afrika war mit schweren Krisen wie dem Bürgerkrieg in Somalia seit 1991 und dem Genozid in Ruanda 1994 konfrontiert. Gleichzeitig geboten die Statuten der Organisation für Afrikanische Einheit (OAU) staatliche Nichteinmischung in interne Angelegenheiten anderer Staaten. Um im Falle schwerer Menschenrechtsverletzungen in die betreffenden Konflikte intervenieren zu können, beschlossen die OAU-Mitgliedsstaaten nicht nur die Schaffung der AU (2002) als neue panafrikanische supranationale Organisation, sondern zwei Jahre später auch die Schaffung der APSA.
Die Verabschiedung der AU-Gründungsakte markiert eine Trendwende in den internationalen Beziehungen Afrikas. Artikel 4 (h) und (j) der AU-Gründungsakte erlauben den AU-Mitgliedstaaten, im Fall von Verbrechen gegen die Menschlichkeit wie Kriegsverbrechen und Völkermord auch gegen den Willen der betroffenen Regierung in Konflikte zu intervenieren. Somit ist die AU-Gründungsakte der erste völkerrechtliche Vertrag, in dem ein Recht einer militärischen Intervention aus humanitären Gründen festgeschrieben ist.
Diese normative Verschiebung verstärkte sich mit dem Inkrafttreten des Gründungsprotokolls des Friedens- und Sicherheitsrats der Afrikanischen Union (Peace and Security Council, PSC) am 26. Dezember 2003. Das PSC-Protokoll definiert eine erweiterte Agenda für Frieden und Sicherheit, die zentrale Elemente wie Konfliktprävention, Frühwarnung und präventive Diplomatie, Konfliktmanagement, Friedensschaffung und Friedensförderung, aber auch die Förderung und Weiterentwicklung demokratischer Praktiken, humanitäre Maßnahmen und Katastrophenmanagement umspannt. Das Protokoll legt damit die Grundlagen für die APSA.
Zweck der APSA ist es, AU (und RECs) die notwendigen Instrumente bereitzustellen, damit AU und Regionale Wirtschaftsgemeinschaften (RECs) und Regionalen Mechanismen (RMs) die in AU-Gründungsakte und PSC-Protokoll festgeschriebenen Aufgaben und somit ihr Mandat im Bereich Frieden und Sicherheit erfüllen können. Die RMs sind Koordinierungsmechanismus der Ostafrikanischen Eingreiftruppe (Eastern Africa Standby Force Coordination Mechanism, EASFCOM) und Nordafrikanische regionale Einsatzgruppe (North African Regional Capability, NARC).

## Aufbau
Die Struktur der APSA geht auf das Protocol relating to the Establishment of the Peace and Security Council of the African Union (kurz PSC Protocol) von 2002 zurück. Im Artikel 2 werden folgende fünf Institutionen, Organe und Entscheidungsprozesse als „Säulen“ (pillars) der APSA genannt:
- der Friedens- und Sicherheitsrat der Afrikanischen Union (AU) – Peace and Security Council (PSC), das zentrale Organ der APSA;
- der Rat der Weisen – Panel of the Wise (PoW);
- das Kontinentale Frühwarnsystem – Continental Early Warning System (CEWS);
- die Afrikanische Bereitschaftstruppe – African Standby Force (ASF);
- der Friedensfonds – Peace Fund

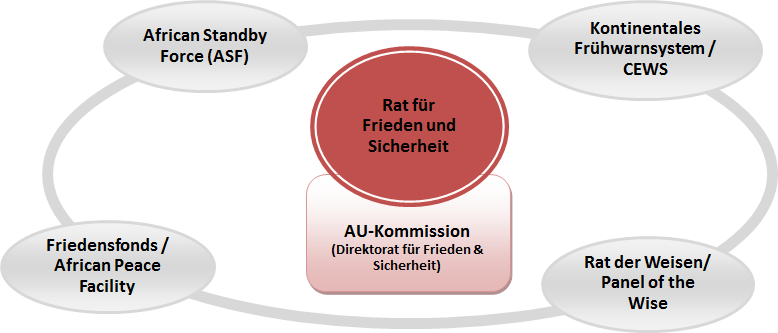
Die fünf Säulen der APSA auf Ebene der AU

Zusätzlich zur AU, die ein kontinentales Mandat für Frieden und Sicherheit für sich beansprucht, sind die Regionalen Wirtschaftsgemeinschaften (Regional Economic Communities, RECs) und Regionalen Mechanismen (Regional Mechanisms, RMs) ebenfalls Teil der APSA. AU und RECs orientieren sich in ihrer Zusammenarbeit an den Prinzipien der Subsidiarität, der Komplementarität und des komparativen Vorteils.
Die Operationalisierung der APSA-Instrumente soll bis 2015 abgeschlossen sein. Der Grad des Aufbaus der einzelnen Instrumente variiert jedoch je nach Instrument und Organisation erheblich.

## Internationale Unterstützung
Finanziell ist die APSA noch stark von externer Unterstützung abhängig. Im Jahr 2015 wurden rund 95 % des AU-Budgets von Partnern (EU, europäische Partnerländer sowie Japan und China) gedeckt, im Jahr 2016 sind es laut vorläufiger Planung 52 %, wobei das Budget erst im Januar 2016 finalisiert werden wird.

## Herausforderungen
Im Rahmen des
- 2010 APSA Assessment
- 2015 APSA Assessment

## Kritik
- starke Abhängigkeit von auswärtiger Hilfe